# Podniková architektura
Podniková architektura (angl. „Enterprise Architecture“) je velmi obecný pojem, který v sobě zahrnuje spoustu věcí a pro každého architekta má trochu jiný význam.
Uvedu překlad definice, kterou vyslovil Roger Sessions:

Podniková architektura zahrnuje popis cílů organizace, způsobů jak jsou tyto cíle dosahovány pomocí podnikových procesů a způsobů, jak mohou tyto procesy být podpořeny technologiemi.

Definic lze najít spoustu, už jenom proto, že je mnoho definic pojmu architektura.
Je zde třeba si uvědomit, že každý podnik (organizace) samozřejmě má cíle a procesy, které jsou podpořené technologiemi (tedy architekturu). Nicméně termínem podniková architektura se rozumí právě jejich popis. Lidé, kteří se touto disciplínou zabývají jsou podnikoví architekti.

## Historie
Historie podnikové architektury sahá do 60. let. V té době si velké podniky začínaly uvědomovat, že narůstající počet jednotlivých IT systémů a aplikací navzájem provázaných se může stát brzdou pro rozvoj podniku. Bylo tedy třeba začít uvažovat nad nějakým plánováním IT systémů tak, aby jejich rozvoj odpovídal zamýšlenému rozvoji podniku.
Dewey Walker, který v té době pracoval ve společnosti IBM uvedl příručku pro plánování architektury, která později vešla ve známost jako Business Systems Planning. Tento dokument je považován jako základ podnikové architektury jako samostatného oboru.
Jeho žák John A. Zachman publikoval v roce 1987 svou myšlenku architektonického rámce pro informační systémy (Information systems architectural framework, který byl později pojmenován po svém tvůrci – The Zachman framework.
Dalším významným milníkem ve vývoji této disciplíny bylo rozhodnutí amerického ministerstva obrany (Department of Defense) vybudovat podnikovou architekturu s cílem uřídit rapidně rostoucí počet systémů používaných v rámci ministerstva. Vznikl architektonícký rámec (framework) s názvem TAFIM (Technical Architecture Framework for Information Management). Tento byl později předán uskupení Open Group (skupina zabývající se vývojem a prosazováním otevřených standardů v IT), která pokračovala v jeho vývoji pod názvem TOGAF.
V roce 1996 byl v USA prosazen zákon s názvem Clinger-Cohen Act, který mj. nařizoval všem vládním úřadům a ministerstvům lépe spravovat své informační systémy, povinnost vybudovat systém kontroly rizik vývoje informačních systémů, zavést metriku pro hodnocení výkonnosti úřadů. Toto mělo za následek vybudování vládního architektonického rámce (FEA – Federal Enterprise Architecture), který byl následně použit jednotlivými ministerstvy, případně sloužil jako inspirace pro vytváření rámců pro specifické oblasti:
- armáda – DoDAF
- finance – TEAF (Treasury Enterprise Architecture Framework)

V průběhu let bylo vytvořeno mnoho dalších architektonických rámců, mnoho z nich však do dneška nepřežilo.

## Cíl podnikové architektury
Klíčové slovo, kolem kterého se točí celá podniková architektura je komplexita, složitost. Je to důvod, kvůli kterému byla tato disciplína zavedena a i nadále je jejím hlavním tématem. Složitost informačních systémů v podniku má tendenci v čase narůstat a v případě, že ji podnikoví architekti nejsou schopni uhlídat, stává se z ní výrazná konkurenční nevýhoda (start-up společnosti vs. tradiční podniky).
Složitost informačních systémů má původ v době, kdy byly podnikové systémy budovány „odspodu“ – inženýři začali spojovat jednotlivé granulární služby do větších celků, ovšem bez vazby na podnikový management a jeho cíle a záměry. Výsledkem toho je, že v informačních systémech jsou agregovány funkce, kterou jsou si blízké logicky a datově, neodpovídají ovšem jednotlivým oblastem aktivit podniku podle toho, jak jsou rozděleny rozhodnutím managementu.
Způsob, jakým podnikoví architekti chtějí zvládnout a řídit vývoj informačních systémů je tedy začít plánování podnikových systémů podle obchodní strategie a obchodních cílů společnosti. Vývoj podnikové architektury tedy začíná „shora“ – nejdříve se definují strategie a cíle, poté se definují oblasti podnikání (tzv. Line of busines – LOB) a podnikové procesy. Podle těchto procesů se posléze nastavují/vyvíjejí/kupují systémy a aplikace.

## Metody vývoje podnikové architektury
V podstatě existují dva přístupy, které v případě dotažení do extrému jsou kontraproduktivní, podnikoví architekti se tedy snaží hledat rozumný kompromis.

### Monolitický přístup
Spočívá ve vyčerpávajícím popisu současného (as-is) stavu. Následuje pokud možno detailní analýza požadovaného (to-be) stavu. Pokračuje se definováním scénářů přechodu, analýza rizik, definování kritických míst a poté vlastní realizace přechodu organizace na nové systémy.
Je na první pohled zřejmé, že tento postup je ve svém důsledku velmi zdlouhavý a při realizaci přechodu systémů se přechází na již zastaralé (buď morálně nebo technologicky) řešení.

### Iterativní přístup
Tento přístup vzniknul jako odpověď na monolitické řešení, kdy se ukázaly nedostatky toho řešení a poté, co mnoho pokusů implementovat podnikovou architekturu skončilo fiaskem (rozuměj, finančním).
Vychází z premisy, že hlavní výhoda, kterou vybudování podnikové architektury má přinášet, je pružnost podnikových systémů. Není tedy cílem jednorázově obnovit všechny systémy, ale postupně obnovovat jednotlivé části tak, aby změna přicházela v rozumném časovém horizontu a aby podporovala manažerské rozhodnutí v co nejkratší době.
Zde je třeba dávat pozor na udržování změn a aby rozhodnutí o jednotlivých změnových iteracích splňovaly jistý dlouhodobý záměr. Zároveň je zřejmé, že je třeba zvolit rozumnou úroveň granularity, pro jak velké celky budeme vždy vyvolávat jednotlivé iterace.

## Příklady podnikových architektur
- Zachman framework – Z dnešního pohledu se jedná spíše o klasifikační schéma, než o architektonický rámec. Tvoří jej v podstatě matice o 6x6 polích z nichž každé reprezentuje pohled jedné ze zúčastněných stran (vlastník, manager ... technik) na jednu z oblastí architektury (data, funkce, lidi ...). Od svého představení Johnem A. Zachmanem se nezměnil.

- TOGAF – Architektonický rámec vyvíjen v rámci Open Group který je spíše zaměřen na proces budování a udržování podnikové architektury. Její jádro tvoří ADM – Architecture Development Method, což je ucelený postup vycházející ze zkušeností architektů, jak postupovat při vývoji podnikové architektury a jak řídit její změny. V únoru 2009 vyšla po dlouhé době verze 9, která se snaží reagovat na nové přístupy vývoje informačních systémů (zejména SOA). TOGAF je zdarma dostupný zde.